# Delia spicularis
Delia spicularis är en tvåvingeart som beskrevs av Fan 1984. Delia spicularis ingår i släktet Delia och familjen blomsterflugor. Inga underarter finns listade i Catalogue of Life.